# Sonja vom Brocke
Sonja vom Brocke (* 5. August 1980 in Hagen) ist eine deutsche Schriftstellerin.

## Leben
Sonja vom Brocke studierte Philosophie, Germanistik und Anglistik in Köln, Hamburg und Paris und schloss ihr Studium mit einer Arbeit in der Sprachphilosophie ab.
Ihre Gedichte und Essays wurden in verschiedenen Zeitschriften veröffentlicht, unter anderem in Sprache im technischen Zeitalter, Schreibheft, Edit, manuskripte und die horen. Sie arbeitet zudem interdisziplinär und mit bildenden Künstlern zusammen, etwa mit der Malerin Kamilla Bischof bei einer Performance im Künstlerhaus, Halle für Kunst & Medien, Graz oder mit der Band Periode.
Ihr Gedichtband Venice singt wurde in die Liste der Lyrik-Empfehlungen 2015 aufgenommen, die von der Deutschen Akademie für Sprache und Dichtung gemeinsam mit anderen Institutionen zusammengestellt wurde. 2018 erschien das Langgedicht Düngerkind im Verlag Peter Engstler. Zu Mush (kookbooks, 2020) schrieb Nico Bleutge in der Süddeutschen Zeitung: „Immer wieder finden sich in den Versen Verbindungen aus Körper-, ‚Umwelt‘- und Tiermomenten, die zu multisensorischen, gleichsam synästhetischen Sprachfiguren führen“.
Im Jahr 2023 war sie Mitherausgeberin des Jahrbuchs der Lyrik. Als Dozentin unterrichtet sie u. a. am Institut für Sprachkunst der Universität für angewandte Kunst Wien.
Sonja vom Brocke lebt in Berlin.

## Werke
Einzeltitel
- Ohne Tiere. Heckler und Koch, Berlin 2010.
- Venice singt. Gedichte. kookbooks, Berlin 2015, ISBN 978-3-937445-69-4.
- Düngerkind. Gedicht. Verlag Peter Engstler, Ostheim/Rhön 2018, ISBN 978-3-946685-14-2.
- Mush. Gedichte. kookbooks Berlin 2020, ISBN 978-3-948336-06-6.

Veröffentlichungen in Anthologien und Kunstpublikationen (Auswahl)
- Ein bisschen Helles. In: A Cold Open. Ausstellungskatalog Niklas Schechinger Fine Art, Hamburg 2011.
- mit Christina Kramer: thoughts fall / ins Fell. Künstlerbuch. 2011.
- Christoph Wenzel, Adrian Kasnitz (Hrsg.): Westfalen, sonst nichts? Eine Anthologie, [SIC]-Literaturverlag / parasitenpresse, Aachen 2012, ISBN 978-3-9813587-2-8.
- Max Czollek, Michael Fehr, Robert Prosser (Hrsg.): Lyrik von Jetzt 3 / Babelsprech. Wallstein Verlag, Göttingen 2015, ISBN 978-3-8353-1739-0.
- Martin Jankowski, Birger Hoyer (Hrsg.): Nachtbus nach Mitte – Berliner Gedichte von heute. Verlag für Berlin und Brandenburg, Berlin 2016, ISBN 978-3-945256-55-8.
- Anja Bayer, Daniela Seel (Hrsg.): all dies hier, Majestät, ist deins – Lyrik im Anthropozän. kookbooks, Berlin 2016, ISBN 978-3-937445-80-9.

Herausgaben
- mit Dagmara Kraus: Vom Wurzelfassen / im Bodenlosen. Die Textgelände der Marianne Fritz. Rigodon Verlag, Essen 2023 (= Schreibheft. Nr. 100), ISBN 978-3-924071-57-8.
- mit Matthias Kniep: Jahrbuch der Lyrik 2023. Schöffling & Co, ISBN 978-3-89561-504-7.

## Auszeichnungen
- 2015 Arbeitsstipendium Literatur der Kunststiftung NRW[15]
- 2015 Förderpreis Literatur der Gesellschaft zur Förderung der Westfälischen Kulturarbeit (GWK)[16]
- 2016 Arbeitsstipendium des Berliner Senats[17]
- 2016 Förderpreis des Landes Nordrhein-Westfalen für junge Künstlerinnen und Künstler[18]
- 2017 Fellowship Literatur der Stiftung Insel Hombroich[19]
- 2021 Alfred-Döblin-Stipendium
- 2024 Weiskopf-Wedding-Preis
- 2024 Werkstipendium des Deutschen Literaturfonds[20]